# 萨瓦斯·季莫普洛斯
萨瓦斯·季莫普洛斯（希臘語：Σάββας Δημόπουλος，1952年—），粒子物理学家，斯坦福大学教授。1994年至1997年，他曾在欧洲核子研究中心工作。季莫普洛斯知名于构建超越标准模型的理论。

## 生平
季莫普洛斯出生于土耳其伊斯坦布尔，后因年代50和60年代土耳其的种族紧张局势而移居雅典。

### 教育经历
季莫普洛斯本科毕业于休斯顿大学。他在芝加哥大学获得了博士学位，导师是南部阳一郎。

## 奖项
- 美国物理学会樱井奖（2006年）[1][2]
- 罗马大学Caterina Tomassoni和Felice Pietro Chisesi奖（2006年）[3]

## 轶闻
他曾出现在2013年的纪录片“粒子热”中，它是一部关于大型强子对撞机的作品。